# Otello Formigli
Otello Formigli (Livorno, 17 ottobre 1918 – Firenze, 23 gennaio 1989) è stato un allenatore di pallacanestro italiano.

## Carriera
Ha legato la sua carriera principalmente alla sua città Livorno, sponda Libertas,  e alla Brill Cagliari che ha guidato dal 1967 al 1974. Conquistò la massima divisione per la prima volta nella storia delle due società, con i sardi ottenne anche una nuova promozione dopo una precedente retrocessione, arrivando anche a conquistare i Play-Off scudetto..  A lui è intitolato il premio consegnato al miglior allenatore toscano . Chiude la carriera in Serie A2 nel 1977 con una retrocessione guidando l’Olimpia Firenze, dopo averla guidata alla conquista della seconda serie nazionale la stagione precedente .
Scomparso prima del giugno 2000.